# Alpha Tiger
Alpha Tiger – niemiecki zespół metalowy, grający muzykę z gatunku power metal. W latach 2007–2011 pod nazwą Satin Black (i pod tym szyldem nagrał jeden album i demo), od 2011 działa pod nazwą Alpha Tiger.
Zespół wydał 3 albumy studyjne: Man or Machine w 2011, Beneath the Surface w 2013 oraz iDentity w 2015 roku.

## Członkowie zespołu

### Obecni członkowie
- Dirk Frei – gitara basowa (od 2011)
- David Schleif – perkusja (od 2011)
- Alexander Backasch – gitara elektryczna (od 2011)
- Peter Langforth – gitara elektryczna (od 2011)
- Benjamin Jaino – śpiew (od 2015)

### Byli członkowie
- Axel Pätzold – perkusja (2011)
- Stephan „Heiko” Dietrich – śpiew (od 2011)

## Dyskografia

### Albumy studyjne
- Man or Machine (2011)
- Beneath the Surface (2013)
- iDentity (2015)

### EP
- Lady Liberty (2014)